# Ralph Riley
Ralph Riley FRS (Scarborough, North Yorkshire, 23 de outubro de 1924 — 27 de agosto de 1999) foi um geneticista britânico.